# والتر تلو
والتر تلو (بالإسبانية: Walter Tello) مواليد 13 أكتوبر 1986 في بنما، هو ملاكم محترف بنمي يصنف ضمن فئة وزن خفيف الذبابة بدأ مسيرته الاحترافية سنة 2006 حيث خسر في نزاله الأول.

## المسيرة الاحترافية
من نزالاته:
- انتصر على كارلوس أورتيغا (01-12-2012).
- انتصر على كارلوس أورتيغا (02-07-2011).
- خسر أمام جيوفاني سيغورا بالضربة الفنية القاضية (20-02-2010).
- خسر أمام مانويل فارغاس (14-02-2009).

## إحصائيات
خاض خلال مسيرته 30 نزالا، فاز في 21 ولم يتعادل وخسر في 10. فاز بالضربة القاضية في 8 نزالات.

## روابط خارجية
- والتر تلو على موقع بوكس ريك (الإنجليزية) (registration required)